# آمبولانس (فیلم ۲۰۰۵)
آمبولانس (به دانمارکی: Ambulancen) یک فیلم اکشن و دلهره‌آور محصول سال ۲۰۰۵ سینمای دانمارک به کارگردانی لوریتس مونک-پترسن با بازی پاو هنریکسن، توماس بو لارسن و هله فاورالید است. این فیلم دربارهٔ دو برادر است که مرتکب سرقت از بانک می‌شوند و آمبولانسی را به عنوان وسیله نقلیه فرارشان می‌دزدند تا از تعقیب پلیس فرار کنند، اما یک پرستار و یک بیمار را در آن آمبولانس حضور دارند. این فیلم در ۱۵ ژوئیه ۲۰۰۵ اکران شد. در سال ۲۰۲۲ یک بازسازی آمریکایی با همین نام آمبولانس (فیلم ۲۰۲۲) به کارگردانی مایکل بی منتشر شد.

## داستان
برادران تیم و فرانک تصمیم به سرقت از یک بانک می‌گیرند تا پولی برای درمان مادرشان فراهم کنند. آنها وارد بانک می‌شوند و پول را سرقت می‌کنند، اما تیم در نهایت یک گلوله شلیک می‌کند. این منجر به هرج و مرج با رسیدن پلیس می‌شود و برادران در تلاش برای فرار از آنها، آمبولانسی را می‌دزدند. در حین تعقیب و گریز، جی پی اس را دور می‌اندازند و بعداً متوجه می‌شوند که یک پرستار و یک بیمار قلبی در پشت آمبولانس هستند. تیم و فرانک وارد یک انبار زباله می‌شوند و در آنجا متوجه می‌شوند که ماشین فراری که تیم ترتیب داده بود گم شده‌است. وقتی پلیس‌ها می‌رسند، آمبولانس را می‌رانند و قصد سرقت ماشین را دارند، اما تماس تلفنی مادرشان و همچنین نزدیک شدن پلیس به آنها باعث می‌شود دوباره از آمبولانس استفاده کنند. پرستار جولی مکرراً از برادران درخواست می‌کند که به او کمک کنند و بیمار را به بیمارستان ببرند، تیم همدردی نشان می‌دهد در حالی که فرانک همچنان بر فرار از پلیس متمرکز است.
آنها متوجه می‌شوند که هلیکوپتری در حال تعقیب آنها است، وارد یک جنگل می‌شوند و آمبولانس را در انباری پارک می‌کنند. هنگامی که نبض بیمار به صفر می‌رسد، تیم و جولی با کمک متخصصان طی یک تماس تلفنی شروع به کار می‌کنند در حالی که فرانک آمبولانس را سیاه می‌کند تا مورد توجه قرار نگیرد. تیم و جولی به نوعی موفق می‌شوند بیمار را نجات دهند، اما فرانک تصمیم می‌گیرد بیمار و جولی را رها کند. تیم مخالف است، اما مجبور به انجام این کار است. در حالی که تنها ۲۵ دقیقه اکسیژن برای بیمار باقی مانده‌است، تیم و فرانک از جنگل دور می‌شوند. تیم برای جولی با آمبولانس تماس می‌گیرد اما نمی‌تواند مکان را مشخص کند. او شروع به مقاومت می‌کند و در تلاش برای گرفتن تفنگی که فرانک او را تهدید کرده بود، در نهایت آمبولانس را به درخت می‌زند و او و فرانک را در این روند مجروح می‌شوند. تیم اسلحه را بدست می‌آورد و فرانک را مجبور می‌کند تا آمبولانس را به جنگل براند تا بیمار را نجات دهد و او را به بیمارستان بفرستد. با سوخت‌گیری آمبولانس، آنها موفق می‌شوند به موقع به محل برسند و بیمار را از مرگ نجات دهند. و با رسیدن به بیمارستان، آمبولانس به‌طور تصادفی به یک وسیله نقلیه پلیس برخورد کرد. فرانک با احساس تهدید، شروع به رانندگی آمبولانس می‌کند، درهای پشتی باز می‌شود و بیمار از آن آویزان شده با تمام پول‌های دزدیده شده که از وسیله نقلیه نیز به بیرون پرتاب می‌شود، آمبولانس متوقف می‌شود. فرانک جولی را با زور اسلحه نگه می‌دارد در حالی که پلیس او را هدف قرار می‌دهد. با این حال، او به زودی اسلحه را به سمت تیم نشانه می‌رود و او را به خاطر هر اتفاقی که در زندگی اش رخ داده سرزنش می‌کند. او می‌خواهد به او شلیک کند، ولی یک پلیس زن، به فرانک شلیک می‌کند. خیلی زود پلیس‌ها از راه می‌رسند و تیم را با برانکارد می‌بندد. بیمار و جولی سرانجام نجات می‌یابند و درست زمانی که تیم به بیمارستان منتقل می‌شود، جولی که از تیم در مورد وضعیت مادرش مطلع شده بود، به او می‌گوید که سعی خواهد کرد به مادرش کمک کند.